# Campeonato de los Cuatro Continentes de Patinaje Artístico sobre Hielo de 2014
El XVI Campeonato de los Cuatro Continentes de Patinaje Artístico sobre Hielo se celebró en Taipéi (Taiwán) entre el 22 y el 25 de enero de 2014 bajo la organización de la Unión Internacional de Patinaje sobre Hielo (ISU) y la Asociación Taiwanesa de Patinaje sobre Hielo.
Las competiciones se realizaron en la Arena de Taipéi.

## Resultados

### Masculino
| Puesto | Nombre          | País  | Puntos |
| ------ | --------------- | ----- | ------ |
| Oro    | Takahito Mura   | Japón | 242,56 |
| Plata  | Takahiko Kozuka | Japón | 236,38 |
| Bronce | Song Nan        | China | 236,09 |

### Femenino
| Puesto | Nombre          | País  | Puntos |
| ------ | --------------- | ----- | ------ |
| Oro    | Kanako Murakami | Japón | 196,91 |
| Plata  | Satoko Miyahara | Japón | 186,53 |
| Bronce | Li Zijun        | China | 181,56 |

### Parejas
| Puesto | Nombre                        | País           | Puntos |
| ------ | ----------------------------- | -------------- | ------ |
| Oro    | Sui Wenjing / Han Cong        | China          | 212,40 |
| Plata  | Tarah Kayne / Daniel O'Shea   | Estados Unidos | 181,45 |
| Bronce | Alexa Scimeca / Chris Knierim | Estados Unidos | 170,35 |

### Danza en hielo
| Puesto | Nombre                            | País           | Puntos |
| ------ | --------------------------------- | -------------- | ------ |
| Oro    | Madison Hubbell / Zachary Donohue | Estados Unidos | 158,25 |
| Plata  | Piper Gilles / Paul Poirier       | Canadá         | 153,71 |
| Bronce | Alexandra Aldridge / Daniel Eaton | Estados Unidos | 144,95 |

## Medallero
| Núm. | País           | Oro | Plata | Bronce | Total |
| ---- | -------------- | --- | ----- | ------ | ----- |
| 1    | Japón          | 2   | 2     | 0      | 4     |
| 2    | Estados Unidos | 1   | 1     | 2      | 4     |
| 3    | China          | 1   | 0     | 2      | 3     |
| 4    | Canadá         | 0   | 1     | 0      | 1     |
|      | TOTAL          | 4   | 4     | 4      | 12    |